# Castello di Salabue
Il castello di Salabue sorge nell'omonimo abitato, attualmente frazione del comune di Ponzano Monferrato. Nato come installazione militare e dimora dei feudatari di Salabue, è stato trasformato nel Seicento in dimora nobiliare ed è divenuto residenza di importanti famiglie ed illustri personaggi della storia e della cultura monferratese.

## Storia
Tra il Cinquecento e il Seicento il castello, la cui proprietà era frazionata in due, è passato per la proprietà delle famiglie dei Natta, Fassati, Tizzoni e Nuvoloni. Nel 1665 Carlo II di Gonzaga-Nevers trasformò il feudo di Salabue in contea e ne assegnò il titolo a Carlo Francesco Cozio (1620-1693). Nobile casalese e signore di Montiglio, Carlo Francesco unificò le due proprietà del castello e trasformò il complesso da installazione militare a dimora nobiliare, prosciugando il fossato e abbassando le torri al livello del tetto.
I Cozio risiedettero nel castello per cinque generazioni. L'erede di Carlo fu Giuseppe Maria Cozio, padre di Carlo Cozio (1715-1780). Assunto il titolo nel 1725, questi promulgò i Bandi Campestri nel 1744. Fu anche un celebre scacchista e trattatista di scacchi. La dimora passò in eredità da Carlo al figlio Ignazio Alessandro, grande collezionista di strumenti ad arco, critico di liuteria e studioso della storia del Monferrato.
Alla sua morte rimase erede la figlia superstite Matilde (n. 1786), che nel 1843 donò tutti i suoi beni immobili ed il titolo al cugino Pietro Giovenale Davico di Quittengo, nipote della sorella di Cozio, Paola, sposata nel 1778 con Silvio Davico. Nominato conte di Salabue da Carlo Alberto, Pietro Giovenale fu l'ultimo conte di Salabue. Matilde si riservò per se stessa e per la sua servitù un appartamento nel castello, dove morì nel 1853. Pietro Giovenale morì nel 1851 e suo erede fu il padre, i cui discendenti vendettero in seguito il castello ai Guazzone-Bezzi, dai quali nel 1935 fu rivenduto ai conti Corrado ed Elena Davico di Quittengo.
La dimora è stata successivamente restaurata ed adeguata a canoni di vita più moderni, sono stati riorganizzati gli spazi interni e sono state rifatte le decorazioni, il giardino e la loggia sul lato orientale.